# Caloplaca volkii
Caloplaca volkii är en lavart som beskrevs av V. Wirth & Vezda. Caloplaca volkii ingår i släktet orangelavar och familjen Teloschistaceae.   Inga underarter finns listade i Catalogue of Life.